# كلاتة نقي (ألاداغ)
کلاتة نقي (بالفارسية: کلاته نقی) هي قرية تقع في إيران في قسم ألاداغ الريفي. يقدر عدد سكانها بـ 573 نسمة بحسب إحصاء 2016.